# حضارة تيراماري

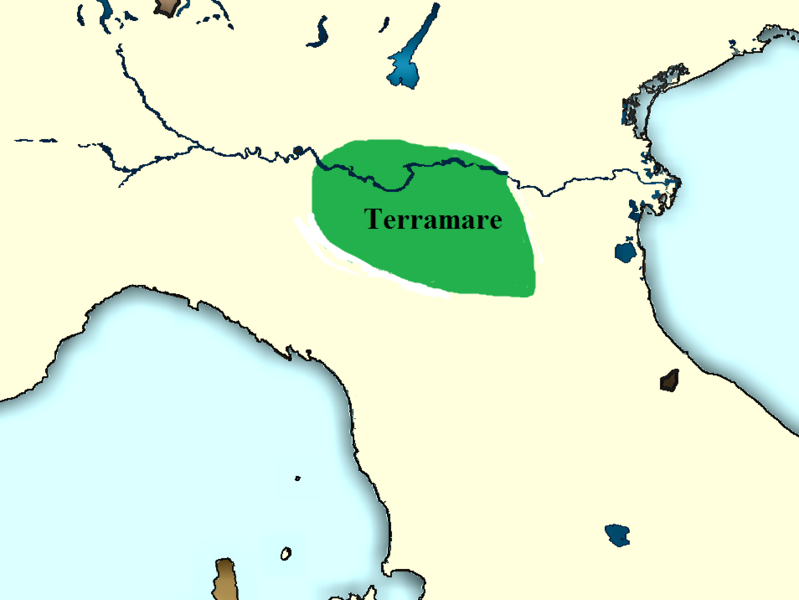
منطقة التيرامارا في شمال إيطاليا

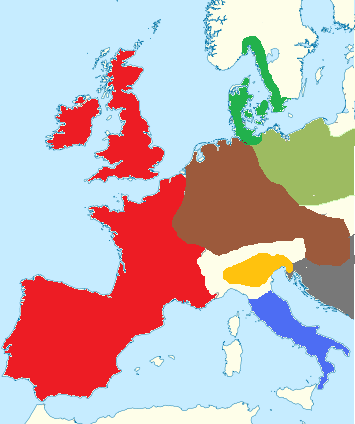
أوروبا الغربية خلال العصر البرونزي: حضارة الأبينيني باللون الأزرق، بينما حضارة تيراماري باللون الأصفر.

حضارة تيراماري، أو تيرامارا، أو تيريماري، عبارة عن حضارة أثرية توجد بشكل أساسي في مركز وادي بو في إميليا رومانيا بشمال إيطاليا، ويعود تاريخها إلى العصر البرونزي الأوسط والمتأخر 1700-1150 قبل الميلاد. تستمد اسمها من بقايا «الأرض السوداء» للتلال المستوطنة. اسم تيراماري هو من تيرا مارنا، أي «أرض-المَرل»، حيث المَرل هو راسب بُحيري. قد يكون له أي لون، لكن في الأراضي الزراعية يكون باللون الأسود في الغالب، مما يسفر عن تعريف «الأرض السوداء» الخاص به. يسمى سكان مواقع التيراماري بالتيراماريين، وجرت عمليات تنقيب في المواقع بشكل شامل في الفترة منذ 1860 وحتى 1910.
يعتقد أن هذه المواقع قبل النصف الثاني من القرن التاسع عشر كانت شائعة الاستخدام في طقوس القبور الرومانية والغاليّة. كان يطلق عليها تيراماري ومارنيير من قبل المزارعين في المنطقة، الذين حفروا في التربة من أجل الأسمدة. بدأت الدراسة العلمية مع بارتولوميو غاستالديفي في عام 1860. كان يدرس مستنقعات الخث ومواقع البحيرات القديمة في شمال إيطاليا، لكنه أجرى بعض الاستقصاءات فيما يتعلق بالمارنيير، معترفًا بها في نهاية المطاف كمواقع للسكن، لا مواقع جنائزية، وهي مشابهة لمساكن الأكوام في الشمال.
جذبت دراسات غاستالديفي انتباه بيليغرينو ستروبيل ومساعده البالغ من العمر 18 عامًا لويجي بيغوريني. في عام 1862، كتبا مقالًا يتعلق بكاستيوني دي ماركيزي في بارما، وهو موقع تيراماري. كانا أول من يدرك أن المستوطنات كانت تابعة لعصور ما قبل التاريخ. بداية من نظرية غايتانو كيريتشي التي تشير إلى أن مساكن الأكوام شمالًا تمثل سكانًا رومانيين أجدادًا، طور بيغوريني نظرية مستوطنة هندية أوروبية لإيطاليا من الشمال.

## المستوطنات
التيراماري، على الرغم من الاختلافات المحلية، هو شكل نموذجي، حيث كل مستوطنة شبه منحرفة في الشكل، والشوارع مرتبة في نمط رباعي الزوايا. بعض المنازل مبنية على أكوام والبعض الآخر ليس كذلك، على الرغم من أن القرية تقع بالكامل على أرض جافة. لا يوجد حاليًا أي تفسير مقبول للأكوام. المنزل بأكمله محمي من خلال أعمال ترابية معززة من الداخل بواسطة دعامات، ومحاط بخندق واسع مزود بالمياه الجارية. في المجمل، هنالك أكثر من 60 قرية معروفة، جميعها تقريبًا من إميليا. في العصر البرونزي الأوسط، لا تزيد مساحتها عن هكتارين (4.9 فدان) بمتوسط كثافة يبلغ 1 لكل 25 كم مربع (9.7 ميل مربع). في العصر البرونزي المتأخر، هُجِرَت العديد من المواقع، وتلك التي لم يتخلى سكانها عنها تصل إلى 60 هكتار (150 فدان).
من الممكن تلخيص البقايا المكتشفة بإيجاز. الأغراض الحجرية قليلة. عُثِر على أدوات من البرونز (المادة الرئيسية) كالفؤُوس، والخناجر، والسيوف، والسكاكين، وكذلك الأدوات الصغيرة، مثل المناجل، والإبر، والدبابيس، والبروشات، إلخ. كان من المذهل أيضًا العثور على العديد من القوالب الحجرية اللازمة للحصول على الأدوات البرونزية. هنالك أيضًا أشياء من العظام والخشب، بالإضافة إلى الفخار (الخشن والرقيق)، والكهرمان، والزجاج المصبوب. تعد أشكال الصلصال الصغيرة، وخصوصًا الحيوانات (على الرغم من وجود الأشكال البشرية في كاستيلازو) مثيرة للاهتمام من حيث كونها من الناحية العملية أقرب عينات من الفنون البلاستيكية الموجودة في إيطاليا.

## تاريخها
التيراماريون كانوا من الشعوب الحارقة (و يعني بهذا الشعوب الذين يحرقون موتاهم)، وتم العثور على العديد من المقابر تعود إلى العصر البرونزي.

## المسكن
مساكن شعب التيراماري تتوافق مع نوع معين من القرى المبنية على الركائز. (مبنية على ركائز فوق البحيرات والبرك). والتي تم العثور عليها في جميع أنحاء وادي بو.

### السكان
السكان الذين احتلوا هذه المنطقة ليسو من الهندوأوروبيون، فبسبب الاتصالات والتبادلات التجارية التي ساهمت على التاثر بالثقافات الخارجية من أوروبا الوسطى وحوض البحر الأبيض المتوسط، وهذه الشعوب أيضا تستخدم حرق الموتى ثقافة أوروبا الوسطى، " حضارة حقول الجرار التي تحوي على رماد حرق الموتى "
اختفت هذه الحضارة في القرن الثاني عشر قبل الميلاد.
على الرغم من الفرق الزمني (بضعة القرون)، سكان قرى الركائزية ساهموا في تكوين وظهور مواقع فيلانوفية وبعد ذلك لإتروسكانية التي ظهرت فيما بعد.